# الدين في سنغافورة
الدين في سنغافورة (إحصائيات 2020)

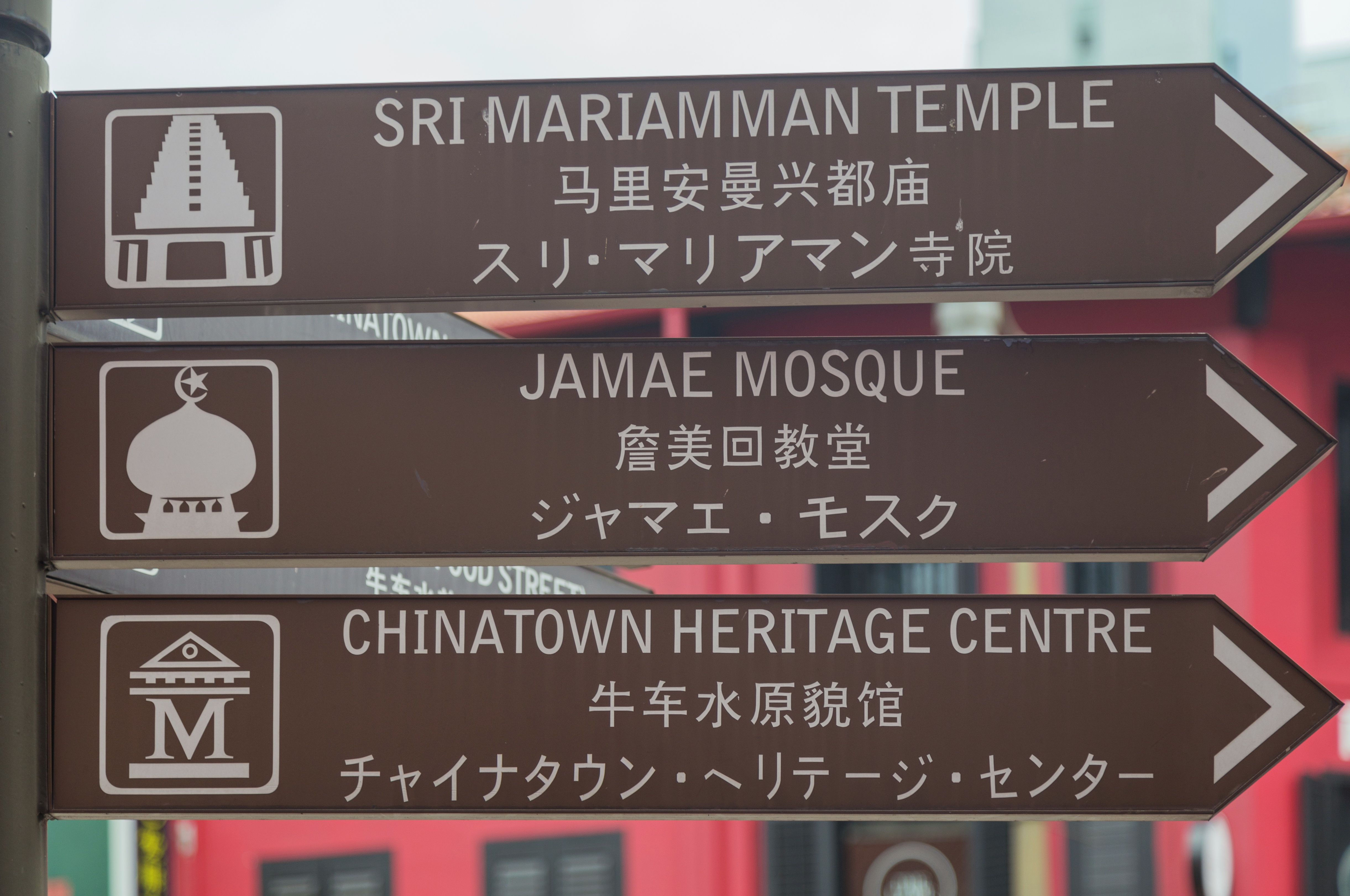
العلامات السياحية الإتجاهية. طريق الجسر الجنوبي. الحي الصيني، المنطقة الوسطى، سنغافورة.

يتميز الدين في سنغافورة بمجموعة متنوعة من المعتقدات والممارسات الدينية بسبب المزيج العرقي المتنوع من الشعوب القادمة من مختلف البلدان. البوذية 31.3%، واللادينية 20.0% والمسيحية 18.9%، والإسلام 15.6% والطاوية 8.8% والهندوسية 5.0% وآخرين 0.6%